# Culinária da Ásia
O mundo ocidental tem fascínio pela cultura asiática e, consequentemente, pela culinária da Ásia. Com sua história impressionante, os povos desse continente despertam a curiosidade em nós, dos países cristãos, desde cedo. A sua geografia única também encanta todo o planeta. Podemos ver florestas tropicais, cordilheiras gigantescas, planícies geladas e desérticas e ilhas fabulosas.
Nesse cenário, os povos asiáticos desenvolveram sua culinária por aproximadamente 5 mil anos. Países como Japão, Índia e Israel mudaram a forma como o planeta se alimenta depois de sua influência. Mas ainda há muito para se descobrir nas nações. 
Normalmente os termos  para os restaurantes especializados em culinária asiática são, entre outros, "comida chinesa", "sushi" ou "comida indiana". Estes termos não levam em consideração as culinárias regionais, particularmente em países grandes, como a China e a Índia.

## Por região

### Ásia Oriental
- Culinária da China
- Culinária da Coreia
- Culinária de Hong Kong
- Culinária do Japão
- Culinária de Macau
- Culinária de Taiwan

### Ásia Central
- Culinária do Afeganistão
- Culinária do Azerbaijão
- Culinária do Irã
- Culinária do Cazaquistão
- Culinária do Quirguistão
- Culinária da Mongólia
- Culinária do Tadjiquistão
- Culinária do Turquemenistão
- Culinária do Uzbequistão

### Sul da Ásia
- Culinária de Bangladesh
- Culinária do Butão
- Culinária da Índia
- Culinária do Nepal
- Culinária do Paquistão
- Culinária do Sri Lanka
- Culinária do Tibete

### Sudeste da Ásia
- Culinária de Myanmar
- Culinária da Indonésia
- Culinária do Camboja
- Culinária do Laos
- Culinária da Malásia
- Culinária das Filipinas
- Culinária de Singapura
- Culinária da Tailândia
- Culinária do Vietnã

### Médio Oriente
- Culinária da Arábia Saudita
- Culinária de Iémen
- Culinária do Iraque
- Culinária do Líbano
- Culinária da Síria
- Culinária da Turquia